# Christian Defrancq
Christian Defrancq is een Belgisch voormalig bankier.

## Levensloop
Christian Defrancq studeerde wiskunde aan de Rijksuniversiteit Gent en actuariële wetenschappen aan de Katholieke Universiteit Leuven en behaalde een bijkomend diploma aan de Vlerick Management School.
Hij startte zijn carrière in 1975 bij verzekeraar Royale Belge, nadat hij korte tijd als wiskundeleraar had gewerkt. Bij de overname door het Franse AXA in 1998 stapte hij over naar de KBC Bankverzekeringsholding, een bank-verzekeraar die dat jaar ontstond door de fusie van de Kredietbank, Cera en ABB. Van 2000 tot 2006 was Defrancq tevens voorzitter van verzekeraar Fidea en van 2000 tot 2010 bestuurder van de Poolse verzekeraar Warta, beide dochterondernemingen van de KBC Groep, waarvan hij tevens bestuurder was. Van 2006 tot 2010 was hij voorzitter van Assuralia, beroepsvereniging van verzekeringsondernemingen. Van 1996 tot 1999 was hij voorzitter van de  Koninklijke Vereniging van Belgische Actuarissen.
Defrancq bekleedde na zijn carrière als chief risk officer van KBC en algemeen directeur van KBC Verzekeringen bestuursmandaten bij het actuarieel adviesbureau Forsides (2010-2014, voorzitter), verzekeraar Delta Lloyd Life (2011-2021), verzekeraar DKV Belgium (2011-2021), DAS Rechtsbijstand (2015-2021), verzekeraar Nationale-Nederlanden Belgium (2017-2022) en AMMA Verzekeringen (sinds 2015).